# Махеевъ
Махеевъ — торговая марка майонеза, кетчупа, джема и других продуктов питания. Владельцем бренда является российская компания Эссен Продакшн АГ.

## История торговой марки
Владелец — елабужский холдинг «Эссен Продакшн АГ». Он был основан в 2001 году после слияния ЧП Барышев и ЧП Махеев, существовавших, в свою очередь, с 1998 года. В качестве названия торговая марка получила фамилию одного из основателей. В рекламных целях была придумана даже легенда о том, как когда-то в Елабуге жил купец Махеев, построивший завод по производству майонеза.

## Продукция
На данный момент, под торговой маркой «Махеевъ» выпускается порядка двухсот наименований продукции. Это не только майонез, но и кетчуп, горчица, хрен, джем, повидло. Дилерская сеть АО «Эссен Продакшн АГ» действовала почти во всех регионах Российской Федерации. Кроме того, экспорт продукции осуществляется в различные страны ближнего и дальнего зарубежья (36 стран): Грузию, Беларусь, Эстонию, Таджикистан, Литву, Молдову, Израиль, Германию, США, Узбекистан и другие страны. В 2021 году список государств-импортеров прирос Канадой, Южной Кореей и Афганистаном. Производственные мощности находятся в Елабуге и Новосибирске.

## Реализация продукции
Каждый год компания «Эссен Продакшн АГ» организовывает масштабные рекламные кампании. Часто «Махеевъ» становится спонсором сериалов и передач на ведущих российских телевизионных каналах, среди которых «Россия», НТВ, «Первый канал», ТНТ и другие. Также большое внимание уделяется продвижению продукции непосредственно в точках продаж. Розничным магазинам предоставляется широкий ассортимент POSM (стопперы, шелфтокеры, воблеры, баннеры, плакаты).
Продукция, выпускаемая под брендом «Махеевъ», реализуется при помощи всех известных каналов товародвижения.
25 % от общего объёма продаж приходится на крупные федеральные и локальные сетевые магазины «Магнит», «О’кей», «X5 Group», «Метро», «Лента»).

## Награды
Бренд «Махеевъ» является обладателем ряда наград престижных российских конкурсов и дегустационных выставок:
- «Марка № 1 в России-2021» (г. Москва)
- «Товар года −2020,2021» (г. Москва)
- «Superior Taste Award −2019, 2020, 2021»
- «Любимые бренды россиян-2021» (г. Москва)
- «Лучший продукт-2021» в рамках выставки ПРОДЭКСПО-2021 (г. Москва)
- «BEST BRANDS 2020» (г. Москва)
- «Продукт года-2020» в рамках выставки WorldFood-2020 (г. Москва)
- «Интерфуд 2005» (г. Санкт-Петербург)
- «World Food 2005»[1]
- «World Food 2006» (г. Москва)
- «Россия Единая» (г. Нижний Новгород)
- «Донской купец» (г. Ростов-на-Дону)[2]
- «Царицынская ярмарка» (г. Волгоград).